# SV Polizei Lübeck
SV Polizei Lübeck was een Duitse voetbalclub uit Lübeck, Sleeswijk-Holstein. De club bestond van 1921 tot 1945. Na de Tweede Wereldoorlog werd de politieclub door de Britten ontbonden. Vele spelers sloten zich bij het nieuwe VfB Lübeck aan.

## Geschiedenis
De club werd op 24 augustus 1921 opgericht door 39 politiemannen. Naast twee voetbalelftallen werd er ook een atletieksectie opgericht. Later werd de club ook actief in boksen en handbal waardoor de club een van de grootste sportclubs van Lübeck werd. Een van de belangrijkste personen van de club was de toenmalige commissaris, Otto Pries, die in meerdere sporttakken actief was en ook uitblonk in wat hij deed. Nadat de club in 1930 ook toegankelijk werd voor spelers die niet bij de politie werkten werd de club in 1931 de tweede grootste club van Lübeck qua ledenaantal. De spelers van het failliet VfR Lübeck hadden zich ook bij de club aangesloten.
Na de machtsgreepvan de Nationaalsocialistische Duitse Arbeiderspartij moest de club gedwongen zijn structuur veranderen. In 1935 werd de naam Polizei SV aangenomen. Het stadion Lohmühle, dat in 1933 overgenomen werd van BSV Vorwärts, een arbeidersclub die verboden werd door Hitler, werd uitgebreid tot een capaciteit van 5.000 toeschouwers. De naam van het stadion werd gewijzigd in Adolf-Hitler-Kampfbahn. Ook nu mochten nog burgers zich aansluiten bij de politieclub, in tegenstelling tot vele andere politieclubs uit Duitsland.
In 1942 werd de naam veranderd in SG Ordnungspolizei. Na de oorlog werden alle Duitse voetbalclubs ontbonden. De club mocht niet als politieclub heropgericht worden en de spelers richtten samen met de oude leden van BSV Vorwärts het nieuwe VfB Lübeck op.

### Voetbal
De club speelde eerst enkele jaren in de tweede klasse en slaagde er in 1927 in om te promoveren. In 1930/31 werd de club vicekampioen achter Lübecker BV Phönix en plaatste zich zo voor de Noord-Duitse eindronde. De club verloor in de eerste ronde van Arminia Hannover.
Nadat VfR zich bij de club aansloot werd de versterkte club voor het eerst kampioen in 1932. In de eindronde kon de club opnieuw geen potten breken.
In 1933 werd de Gauliga ingevoerd als hoogste klasse onder impuls van het Derde Rijk. SV Polizei was de enige club uit Lübeck die zich voor de nieuwe Gauliga Nordmark plaatste. De club eindigde doorgaans in de middenmoot. In 1936 won de club tegen Holstein Kiel met 8:5. In 1937/38 werd de club derde achter topclubs Hamburger SV en Eimsbütteler TV.
Ook de volgende seizoenen eindigde de club in de top 3. Karl Wenzel was topschutter in deze tijd. Van 1941 tot 1943 scoorde hij 28 keer in 29 wedstrijden. Later zou hij ook nog voor VfB Lübeck aantreden.
In 1942 werd de Gauliga Nordmark opgeheven en verder opgesplitst. De club die nu SG Ordnungspolizei heette ging in de Gauliga Schleswig-Holstein spelen en werd vicekampioen in het eerste seizoen. Seizoen 1944/45 werd niet meer voltooid vanwege de verwikkelingen in de oorlog.

#### Overzicht
| Seizoen | Liga                        | Niveau | Plaats | Punten | Doelsaldo | Opmerking                                |
| ------- | --------------------------- | ------ | ------ | ------ | --------- | ---------------------------------------- |
| 1933/34 | Gauliga Nordmark            | 1      | 9de    | 13:23  | 40:64     |                                          |
| 1934/35 | Gauliga Nordmark            | 1      | 5de    | 14:22  | 38:47     |                                          |
| 1935/36 | Gauliga Nordmark            | 1      | 5de    | 18:18  | 49:54     |                                          |
| 1936/37 | Gauliga Nordmark            | 1      | 6de    | 15:21  | 40:46     |                                          |
| 1937/38 | Gauliga Nordmark            | 1      | 3de    | 25:19  | 58:37     |                                          |
| 1938/39 | Gauliga Nordmark            | 1      | 6de    | 16:24  | 36:55     |                                          |
| 1939/40 | Gauliga Nordmark, Staffel I | 1      | 3de    | 09:11  | 22:25     | De Gauliga werd in twee reeksen gespeeld |
| 1940/41 | Gauliga Nordmark            | 1      | 3de    | 28:16  | 67:41     |                                          |
| 1941/42 | Gauliga Nordmark            | 1      | 4de    | 18:18  | 47:40     | Gauliga Nordmark werd hierna gesplitst   |
| 1942/43 | Gauliga Schleswig-Holstein  | 1      | 2de    | 26:10  | 71:30     |                                          |
| 1943/44 | Gauliga Schleswig-Holstein  | 1      | 6de    | 15:21  | 33:55     |                                          |

#### Erelijst
Kampioen Lübeck/Mecklenburg
1932